# Iguatama
Iguatama är en kommun i Brasilien.   Den ligger i delstaten Minas Gerais, i den sydöstra delen av landet, 500 km söder om huvudstaden Brasília. Antalet invånare är 8 031.
Omgivningarna runt Iguatama är huvudsakligen savann. Runt Iguatama är det ganska glesbefolkat, med 48 invånare per kvadratkilometer.